# Profane Omen
Profane Omen war eine Groove-Metal-Band aus Lahti in Finnland.

## Geschichte
Gegründet wurde die Band 1999. Im Jahr 2000 veröffentlichte sie die zwei Demos Profane Omen und Bittersweet Omen. Zwei weitere Demos wurden 2001 aufgenommen, Fuck the Beast und Load of Lead, die später unter dem Titel Label of Black gemeinsam als EP veröffentlicht wurden, was zum ersten offiziellen Release der Band wurde. Anfang 2004 nahm Profane Omen die Single Adrenaline/Enemies auf, wobei für Adrenaline auch ein Musikvideo gedreht wurde.
2006 veröffentlichten sie ihr erstes Album Beaten into Submission, was von vielen Seiten Lob für den einzigartigen, aggressiven Sound und die „groovigen“ Riffs sowie die Kombination von Elementen des traditionellen Heavy Metals, des Hardcores, Post-Thrashs und Melodic Death Metals erhielten. Das Album erreichte Platz 28 der finnischen Alben-Charts.
2007 veröffentlichte die Band eine weitere EP Disconnected, die auf Platz vier der finnischen Single-Charts einstieg. Im selben Jahr hatte Profane Omen auch einen ersten Auftritt am Tuska, einem der größten Metal-Festivals.
2009 erschien das zweite Album Inherit the Void.
2010 trennte sich Bassist Tomppa Saarenketo von der Band und wurde durch Antti Seroff ersetzt.
Im Juli 2019 veröffentlichte die Band auf Facebook ein Statement, dass die Band sich am 17. August 2019 auflösen wird.

## Diskografie

### Studioalben
- 2006: Beaten into Submission
- 2009: Inherit the Void
- 2011: Destroy!
- 2014: Reset
- 2018: Ooka

### Singles und EPs
- 2002: Throw Your Stones
- 2002: Label of Black (EP)
- 2003: Adrenaline (EP)
- 2007: Disconnected (EP)

### Demos
- 2000: Profane Omen
- 2000: Bittersweet Omen
- 2001: Fuck the Beast
- 2001: Load of Lead
- 2003: C2H4O